# Weitefeld
Weitefeld là một đô thị thuộc huyện Altenkirchen, trong bang Rheinland-Pfalz, phía tây nước Đức. Đô thị Weitefeld có diện tích 8,49 km², dân số thời điểm ngày 31 tháng 12 năm 2006 là 2462 người.